# Patrick Deville
Pour les articles homonymes, voir Deville.
Œuvres principales
Peste & Choléra et les autres romans du cycle Abracadabra
Compléments
- Cordon bleu
- Longue vue
- Le feu d'artifice
- La Femme parfaite
- Ces deux-là

Patrick Deville est un écrivain français, né le 14 décembre 1957 à Paimbœuf, auteur d'une douzaine de romans (éditions de Minuit et du Seuil) et de nombreux textes courts, de préfaces et d'éditoriaux. Il a fait paraître un essai sur la littérature, L'Étrange Fraternité des lecteurs solitaires (Seuil, 2019). Il a lancé un cycle de douze romans dans douze lieux différents du monde, le cycle « Abracadabra ; en 2025, neuf titres ont été publiés.
Ses livres sont traduits dans une douzaine de langues.

## Biographie

### Enfance et formation
Il passe son enfance près de l'estuaire de la Loire, à Saint-Brevin-les-Pins, en Loire-Atlantique. Jusqu'à l'âge de huit ans, il habite dans le domaine du Lazaret de Mindin, son père dirigeant l'établissement psychiatrique qui y est installé.
Entre 1972 et 1976, il étudie au lycée Aristide-Briand de Saint-Nazaire où il obtient le baccalauréat (section lettres classiques). Il entreprend des études de littérature comparée à l'université de Nantes et obtient deux maîtrises.
Différentes missions culturelles dans les années 1980-1990 le conduisent au Moyen-Orient, au Nigeria, en Algérie. Par la suite, il séjourne longuement à Cuba, en Uruguay et en Amérique centrale.
Ébloui par la découverte de Spinoza, il obtient un CAPES de philosophie lui permettant d'enseigner à la Cité scolaire de Saint-Nazaire entre 1994 et 2004.

### Écrivain et voyageur
Son premier roman paraît en 1987 aux éditions de Minuit : Cordon bleu. Il sera suivi de quatre autres romans : Longue vue (1988), Le Feu d'artifice (1992), La Femme parfaite (1995) et Ces deux-là (2000).

Ses voyages se multiplient, avec en parallèle la mise au point d'un type de roman atypique qu'il nomme « roman sans fiction », qui deviendront constitutifs de son écriture. Trouvant l’inspiration par-delà les mers, parcourant sans relâche terres et océans à la recherche de traces du passé, Deville explique :

« Je suis un écrivain qui voyage… Je voyage pour écrire… Je n'écris pas pour voyager. »

— Sophie Patois in Le Français dans le monde, n°384, novembre-décembre 2012, p. 54
En 2001, il devient le directeur littéraire de la Maison des écrivains étrangers et des traducteurs (Meet) de Saint-Nazaire. Il y avait auparavant créé le prix de la jeune littérature latino-américaine, en 1996.s 

### Le projetAbracadabra
Entre 2004 paraît Pura Vida : vie & mort de William Walker, qui marque le début d'un cycle de romans sans fiction, dans lesquels Deville veut narrer la course de notre monde à partir de 1860, date prise comme marque du début de la Révolution industrielle, à quoi s'ajoute l'expansion marquée de l'Europe dans le monde. Le cycle doit compter douze titres, qui se déroulent dans douze endroits du monde, et dont chaque titre se termine par la lette « a ». Dans chaque ouvrage, on retrouvene également l'année 1860, ainsi qu'une sorte de caméo, en l'occurrence l'aventurier William Walker que l'on croise dans chaque roman. 

#### Abracadabra: romans publiés
Outre Pura Vida, ont déjà été publiés dans cette série Equatoria, Kampuchéa, Viva, Peste & Choléra, Taba-Taba, Amazonia, Fenua et Samsara,.
Avec Peste & Choléra (2012), Deville remporte le Prix Femina, le Prix du roman FNAC, le Prix Goncourt des lycéens et le Prix des prix littéraires. Fenua  (2021), se déroule sur l'archipel polynésien. Paru en 2023, Samsara retrace l'enquête-périple de l'auteur en Inde, sur les traces d'un des fondateurs du Mouvement Ghadar (1913-1948), Pandurang Sadashiv Khankhoje (en) (1883-1967).

### Un écrivain, c'est?...
« Je serais bien incapable de dire, aujourd’hui, ce que c’est, au fond, qu’un écrivain. […] Je sais qu’entreraient dans cette définition l’exil et la solitude volontaires ou subis, et aussi la volonté de n’adhérer à rien, ni à aucun lieu du monde. […] Que les plus grands [écrivains] auront su faire de cet exil une étrange beauté, comme on compose un bouquet en agençant joliment ses faiblesses et ses terreurs. »

### Situation personnelle
Patrick Deville est marié et père de Pierre, né en 1989.

## Œuvre

### Romans

#### Aux Éditions de Minuit
- 1987 : Cordon-bleu
- 1988 : Longue Vue
- 1992 : Le Feu d'artifice
- 1995 : La Femme parfaite
- 2000 : Ces deux-là

#### Aux Éditions Points
- 2017 : Minuit, Points, coll. « Signatures » (rééd. en un volume des cinq premiers romans de P. Deville, parus aux éd. Minuit)

#### Aux Éditions du Seuil[5]
- 2004 : Pura Vida : Vie & Mort de William Walker
- 2006 : La Tentation des armes à feu
- 2009 : Equatoria[6]
- 2011 : Kampuchéa[7]
- 2012 : Peste & Choléra – Prix du roman Fnac, Prix Femina et Prix des prix littéraires
- 2014 : Sic Transit. Volume qui réunit Pura Vida, Equatoria et Kampuchéa, avec une postface de Warren Motte.
- 2014 : Viva
- 2017 : Taba-Taba
- 2019 : Amazonia
- 2021 : Fenua
- 2023 : Samsara, 190 p. (ISBN 978-2-0214-4201-4)

### Nouvelle
- 2011 : Vie & Mort de sainte Tina l'exilée, éditions publie.net (François Bon)

### Autres
- Saint-Nazaire est un roman sans fiction, Paris, Seuil, 2024.
- L'étrange fraternité des lecteurs solitaires, Paris, Seuil, 2019.
- Patrick Deville et Antoine de Baecque (dir.), Mona Ozouf. Portrait d'une historienne, Paris, Flammarion, 2019.

## Prix et distinctions

### Décoration
- Officier de l'ordre des Arts et des Lettres (2025)[8]

### Reconnaissances
- Prix Femina 2012[9] pour Peste & Choléra
- Prix du roman Fnac 2012 pour Peste & Choléra
- Prix des prix littéraires 2012[10] pour Peste & Choléra
- Prix Ulysse pour l'ensemble de son œuvre 2014[11]
- Prix Roger-Caillois 2017[12]
- Grand prix de littérature de l'Académie française 2021[13] pour l’ensemble de son œuvre